# برونا دي باولا
برونا دي باولا (بالبرتغالية: Bruna de Paula) مواليد 26 سبتمبر 1996، هي لاعبة كرة يد برازيلية تلعب كظهير أيمن. مثلت منتخب البرازيل لكرة اليد للسيدات.

## سجل المنافسة
شاركت في البطولات التالية:
- بطولة العالم لكرة اليد للسيدات 2015

## روابط خارجية
- برونا دي باولا على موقع الاتحاد الأوروبي لكرة اليد (الإنجليزية)
- برونا دي باولا على موقع الدوري الفرنسي لكرة اليد للسيدات (الفرنسية)
- برونا دي باولا على موقع أوليمبيديا (الإنجليزية)